# Re di Portogallo (1863)
Panserskibet Re di Portogallo indgik i den tredje serie af panserskibe i den nye italienske marine, der blev skabt, da Italien blev samlet i 1861. Værftskapaciteten i Italien var begrænset, så marinen måtte gøre brug af udenlandske værfter. De to skibe i Re d'Italia-klassen blev derfor bygget i USA, og det var åbenbart intet problem for leveringen, at Unionen i de år var i krig med Konføderationen. Skibene var de hidtil største i marinen, men da de var bygget af træ, manglede der vandtætte inddelinger, og deres panser var ikke ført helt agterud til beskyttelse af roret, noget der senere fik fatale konsekvenser. Normalt blev skibet omtalt som Re di Portogallo (kongen af Portugal), men det fulde navn var Dom Luigi Re di Portogallo til ære for Ludvig 1. af Portugal, der var den italienske kong Viktor Emanuel 2.'s svigersøn.

## Tjeneste
Re di Portogallo deltog lige som de øvrige italienske panserskibe i slaget ved Lissa mod den østrigske flåde i juli 1866. Skibet anførte den agterste 3. division af den italienske flåde, og kom i kamp med det østrigske skrue-linjeskib Kaiser. Det lykkedes for det østrigske skib at vædre Re di Portogallo, men det træbyggede linjeskib uden vædderstævn gjorde mere skade på sig selv i forsøget. Re di Portogallo's kanoner føjede yderligere ødelæggelser til Kaiser, men i den omfattende krudtrøg kom skibene derefter bort fra hinanden.
Det viste sig hurtigt, at det træ Re di Portogallo var bygget af, ikke var modnet ordentligt, og skibet begyndte efter få år at rådne. I 1871 blev det artilleri-skoleskib og det udgik af tjeneste i 1875.